# Grote punaduif
De grote punaduif (Metriopelia melanoptera) is een vogel uit de familie Columbidae (duiven).

## Verspreiding en leefgebied
Deze soort komt voor van Colombia tot zuidelijk Chili en telt twee ondersoorten:
- M. m. saturatior: zuidwestelijk Colombia en Ecuador.
- M. m. melanoptera: van Peru tot Chili en zuidelijk Argentinië.